# 井邑站
井邑站（：／ Jeongeup yeok */?）是湖南線沿線的一座鐵路車站，位於韓國全羅北道井邑市蓮池洞，有KTX、SRT、ITX-新村及無窮花號等車種停靠。2013年2月28日線上站舍竣工與東西地下車道開通的同時轉乘體系構築完成，確保了使用人數，內藏山、西海岸觀光客增加，是旅客的中心地與交通中心。

## 車站結構
上下行分離式月台，1號月台與4號月台之間設有2條KTX通過線，旅客處理使用軌道，外側是為回車處理而設置的留置線。灰色月台是KTX、藍色月台是一般列車月台。

### 月台配置
| ↑益山（湖南高速線） /↑新泰仁（湖南線）    |
| \| ８７ \| ６５ \| ４ \| １               |
| 光州松汀（湖南高速線）↓/白羊寺（湖南線）↓ |

| 月台 | 路線       | 類別                         | 目的地                                             |
| ---- | ---------- | ---------------------------- | -------------------------------------------------- |
| 1    | 湖南高速線 | KTX、SRT                     | 光州松汀、羅州、木浦方向                           |
|      | 湖南高速線 | KTX、SRT                     | 通過線                                             |
| 4    | 湖南高速線 | KTX、SRT                     | 益山、首爾、水西、龍山、幸信、仁川機場2號航廈方向  |
| 5    | 湖南線     | ITX-新村、無窮花號、Nuriro號 | 不使用                                             |
| 6    | 湖南線     | ITX-新村、無窮花號、Nuriro號 | 白羊寺、長城、寶城、順天、光州松汀、羅州、木浦方向 |
| 7    | 湖南線     | ITX-新村、無窮花號、Nuriro號 | 益山、西大田、天安、水原、龍山方向                 |
| 8    | 湖南線     | ITX-新村、無窮花號、Nuriro號 | 不使用                                             |

## 历史
- 1912年12月1日 - 落成使用。
- 1987年7月1日 - 改名为井州站。
- 1995年9月1日 - 重新改为现在名称。

## 相鄰車站
韓國鐵道公社
湖南線
楚江－井邑－川原
湖南高速線
益山－井邑－光州松汀